# Pármis
Pármis (em persa antigo: Uparmiya) uma princesa persa, filha de Esmérdis e neta de Ciro, o Grande. Após a ascensão de Dario, o Grande ao trono aquemênida em 522 a.C., ela se casou com o novo soberano. O casamento de Pármis com Dario foi importante pois conectava duas linhagens da dinastia aquemênida, o que era necessário porque o ramo mais antigo havia morrido e Dario pertencia a um ramo mais jovem. Ela e Dario tiveram um filho chamado Ariomardes.